# Фонтана дел Басо (Фрозиноне)
Фонтана дел Басо је насеље у Италији у округу Фрозиноне, региону Лацио.
Према процени из 2011. у насељу је живело 28 становника. Насеље се налази на надморској висини од 368 м.